# 辻 (静岡市)
辻（つじ）は、静岡市清水区の地名。現行行政地名は辻一丁目から五丁目。住居表示は実施済み。

## 地理
北で西久保、東で愛染町と袖師町、南で真砂町・本郷町・宮代町・大手、西で秋吉町、北西で矢倉町と宮下町に隣接する。
清水駅前に発達する市街地の一角を占め、東部を国道1号が南北に縦貫する。国道1号より東側が一丁目、西側が二丁目から五丁目に該当する。一丁目は駅に近いため特に商業施設が多い。四丁目には静岡市立清水辻小学校がある。

## 歴史

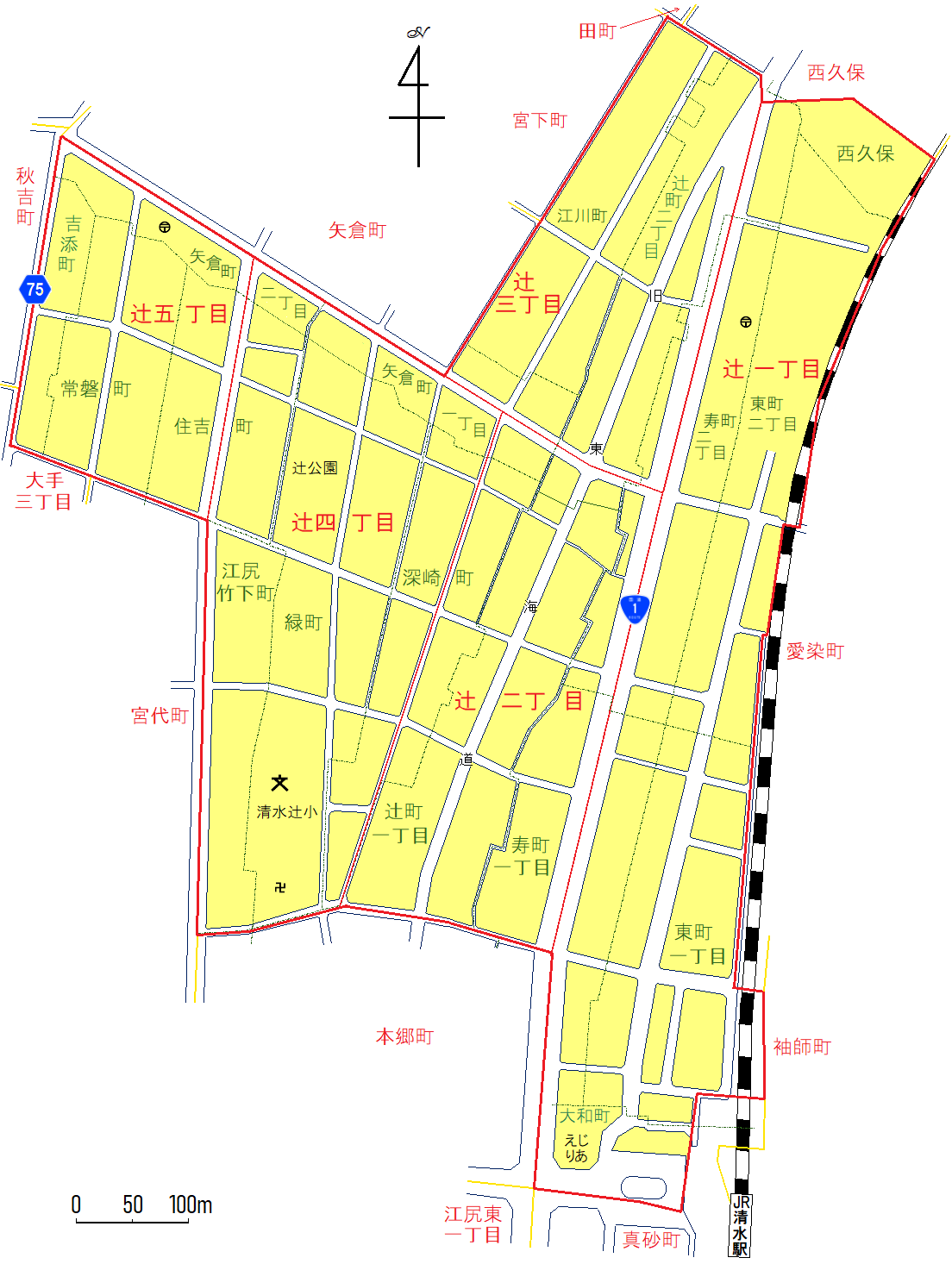
辻の、現在の町域と1961年6月-1973年6月までの旧町名を表した地図。
赤線内の黄色の面・・・現在の辻の町域 赤字・・・辻周辺の現在の町名 黄線・・・現在の町界 黒線・・・公道 緑色の一点鎖線・・・旧町界 緑字・・・旧町名

### 沿革
- 1924年（大正13年）
  - 1月13日 - 江尻町・辻町が安倍郡入江町に編入し、同日に廃止。
  - 2月11日 - 入江町が清水町、不二見村、三保村が合併して清水市が発足。
- 1938年（昭和13年）8月8日 - 江尻竹下町が江尻（一部）・江尻出作（一部）より新設。
- 1939年（昭和14年）7月1日 - 東町一丁目、東町二丁目、大和町、寿町一丁目、寿町二丁目、辻町一丁目、辻町二丁目、矢倉町一丁目、矢倉町二丁目、深崎町、江川町、緑町、住吉町、常磐町、吉添町が辻より分割・新設。
- 1961年（昭和36年）6月28日 - 庵原郡袖師町西久保が清水市に編入。
- 1973年（昭和48年）7月1日
  - 東町一丁目・東町二丁目・大和町（一部）・寿町一丁目（一部）・寿町二丁目（一部）・辻町二丁目（一部）・西久保（一部）より辻一丁目が新設され、住居表示化。
  - 辻町一丁目・辻町二丁目（一部）・寿町一丁目（一部）・寿町二丁目（一部）・矢倉町一丁目（一部）・深崎町（一部）より辻二丁目が新設され、住居表示化。
  - 辻町二丁目（一部）・寿町二丁目（一部）・江川町（一部）・矢倉町一丁目（一部）より辻三丁目が新設され、住居表示化。
  - 緑町・深崎町（一部）・住吉町（一部）・江尻竹下町（一部）・矢倉町一丁目（一部）・矢倉町二丁目（一部）より辻四丁目が新設され、住居表示化。
  - 常磐町・住吉町（一部）・吉添町（一部）・矢倉町二丁目（一部）より辻五丁目が新設され、住居表示化。
- 2003年（平成15年）4月1日 - 清水市が静岡市と合併し、改めて静岡市が発足。辻は「清水辻」に改称。
- 2005年（平成17年）4月1日 - 静岡市が政令指定都市に移行し、旧町域は清水区となる。清水辻は「辻」に改称。

## 世帯数と人口
2021年（令和3年）9月30日現在の世帯数と人口は以下の通りである。
| 大字     | 世帯数   | 人口   |
| -------- | -------- | ------ |
| 辻一丁目 | 395世帯  | 807人  |
| 辻二丁目 | 306世帯  | 626人  |
| 辻三丁目 | 217世帯  | 454人  |
| 辻四丁目 | 302世帯  | 703人  |
| 辻五丁目 | 159世帯  | 347人  |
| 合計     | 1379世帯 | 2937人 |

## 小・中学校の学区
市立小・中学校に通う場合、学区は以下の通りとなる。
| 番・番地等 | 小学校               | 中学校                 |
| ---------- | -------------------- | ---------------------- |
| 全域       | 静岡市立清水辻小学校 | 静岡市立清水第一中学校 |

## 交通

### 鉄道
- 町内に駅はないが、東海道本線が町の東端内外を通過する。最寄駅は真砂町にある清水駅。

### バス
- しずてつジャストライン -「清水駅」「辻」「清水郵便局」「一中前」「辻四丁目」「辻五丁目」停留所

### 道路
- 国道1号
- 静岡県道75号清水富士宮線
- 東海道

## 施設
- えじりあ
- 清水駅前観光案内所
- 静岡市立清水辻小学校
- 中央動物総合専門学校
- 静岡市立清水辻保育園
- 清水郵便局
- 清水銀行辻支店
- 静岡県労働金庫 清水支店
- 辻公園
- 辻一丁目公園
- 本要寺